# Den lange Rejse
Den lange Rejse er et bogværk af Johannes V. Jensen.
Det består af seks mere eller mindre selvstændige romaner udgivet i tidsrummet 1908 til 1922.
Hver roman slår ned i dele af Nordens udvikling.
Den første bog der udkom var Bræen fra 1908.
Herefter fulgte Skibet fra 1912.
Efter Første Verdenskrig fulgte den 15. marts 1919 Norne-Gæst og senere på året den 15. november Det tabte Land.
I 1921 kom Christoffer Columbus og i 1922 Cimbrenes Tog.
I 1923 udgav forfatteren efterskriftet Æstetik og Udvikling til forklaring af serien.
De seks bøger blev i 1938 udsendt samlet i en 2-bindsudgave under titlen Den lange Rejse. Denne udgave var revideret af Aage Marcus.
Cimbrernes Tog var skrevet under hustruens graviditet med hvad der blev efternøleren Emmerik Jensen. Bogen var dedikeret til Emmerik.
Udgivelsesrækkefølge er forskellig fra den tænkte kronologisk orden af romanerne.
Det tabte Land der blev udgivet som nummer fire er den tidsmæssigt første roman og sat i tertiærtiden, Bræen er sat i istiden,
mens Norne-Gæst i sten- og jernalderen.
Cimbrernes Tog følger kimbrernes folkevandring omkring 100 f.Kr., mens Skibet foregår i Vikingetiden.
Den kronologisk sidste roman Christoffer Columbus er centreret om den europæiske kontakt til Amerika i 1492.

## Sprog
Der er flere digte spredt ud over de enkelte romaner.
Disse digte blev senere også optaget i Johannes V. Jensens digtsamlinger.
Fra Cimbrenes Tog er der seks digt herunder det to-strofede digte Takkesprog:
Lovet være Verdens

Lys i min Tanke,

Solopgangen

og Synets Gave!

Af Gnist under Asken

genopstaar Ilden.

Evig bedaarer

mig Dagens Under.
Hvad mon kvæger

som vilde Kilder?

Lykkeligt at die

Landets Aarer.

Aaben Himlen

ankrer til Haabet.

Husvilde Stavkarl,

velsign Støvet!
Digtet blev indledningsdigt og gav navn til Johannes V. Jensens digtsamling Verdens Lys fra 1926.
Genren er blevet kaldt "en klassisk præhistorisk fantasy" og sammenlignet med værker af J.-H. Rosny aîné og William Golding.
Genren er dog også regnet til Johannes V. Jensens Myte-genre.
Således skriver Frithiof Brandt:
| „ | Den der vil forstaa Johannes V. Jensen bør fordybe sig i "Den lange Rejse". Man lærer her ikke blot den store naturdigter at kende, men ogsaa den form for menneskelighed, som Johannes V. Jensen repræsenterer. Fremstillingen er "mytisk", en form digteren ogsaa har anvendt uden for "Den lange Rejse", idet han gennem aarene har udgivet ikke mindre en otte bind Myter, blandt hvilke "Ved Livets Bred" (1932) og "Sælernes Ø" (1934). | “ |

## Udgivelser
De individuelle bøger udkom i flere oplag op til 1930'erne.
Den første bog, Bræen, udkom i oktober 1908 fra Gyldendalske Boghandel Nordisk Forlag og i perioden frem til 1935 i yderligere 10. oplag.
Den havde oprindeligt undertitlen "Myter om Istiden og det første Menneske" for senere at få undertitlen "Sagnfortælling fra Nordens Istid".
Niende oplag fra 1919 er digitaliseret af Google og tilgængelig fra Internet Archive.
Skibet udkom i februar/marts 1912,
og i perioden frem til 1935 i yderligere 5 oplag.
Det tabte Land udkom i november 1919 i 10.000 eksemplarer og havde da undertitlen "Mennesket før Istiden".
Den blev genudgivet i 1935.
Internet Archive har indskannet 1919-udgaven.
Da Aage Marcus udgav bindene som Den lange Rejse i to bind i 1938, var det som en revideret udgave hvor visse kapitler var forkortet. For Skibet var således størstedelen af kapitlet "Guderne falder" udeladt.
I 2016 udgav Gyldendal Den lange Rejse som e-bog.
Den 23. november 2023 udgav Forlaget Morgenstjerne Den lange Rejse som seks bind i kassette og hvor en skrifttype var specielt designet til den. Introduktion og ordlister var udarbejdet af Per Dahl og Aage Jørgensen.
Johannes V. Jensen Forum har digitaliseret flere af romanerne i serien og de er tilgængelige fra forummets hjemmeside.
Torsten Adler indlæste Den lange Rejse til Notas bibliotek i 1995. Spilletiden er over 30 timer.
Den lange Rejse er oversat til flere sprog.
Bræen udkom på tysk som Der Gletscher; ein neuer Mythos vom ersten Menschen.
A.G. Chater oversatte romanserien til engelsk og de blev udgivet i 1923 og 1924.
De blev senere udgivet i etbindsudgaver i april 1933 og i 1945 som en "Nobelprisudgave".
Nobelprisudgaven er digitaliseret og tilgængelig via Internet Archive.

## Modtagelse
Cimbrenes Tog blev anmeldt i Politiken.
Johannes V. Jensen var ikke tilfreds med den anmeldelse og svarede igen med kronikken Kritik af Kritikken der også blev bragt i Politiken den 1. november 1922 og det kom til yderligere kommentarer fra anmeldere.
I polemikken betegnede Johannes V. Jensen Hans Brix for en "Affaldsmødding, hvor gamle Madrasser ligger med Tang ud af Maven".
Det medførte at Johannes V. Jensen løste sin tilknytning til Politiken hvor han ellers havde leveret kronikker i stort tal.
Helge Rodes længere kritik af Den lange Rejse blev optrykt i bogen Regenerationen i vort Aandsliv fra 1923.
I forbindelse med Johannes V. Jensens indstilling til Nobelprisen kom der flere kommentarer om Den lange Rejse.
Det svenske akademis sekretær Anders Österling regnede den for Jensens "kanske förnämsta skapelse", mens den havde været trættende for Per Hallström.
I Frederik Poulsens indstilling havde han påpeget svagheder i Den lange Rejse, men betegnede dog Jensen som "ubestrideligt Danmarks største Digterbegavelse og en af de originaleste og frodigste Digtere i Nutidens Europa".
I forbindelse med tildelingen af Nobelprisen i 1944 udsendtes et radioprogram hvor Per Hallström brugte en del tid på Den lange rejse og hvor han sagde at "Jensens fantasirige kilder er rige og uudtømmelige, hans evne til levende præsentation ufejlbarlig" samt at "Hele bogen er som en række af store dekorative malerier, hvor karakteriseringen er mindre vigtig end kompositionens omfang og den uforlignelige dygtighed i penselstrøgene".
Noget senere i 2011 ønskede billedkunstneren John Kørner at alle ville læse Den lange Rejse og mente at bogen "er i stand til at flytte værdier og grænser for læseren ved både at være abstrakt og illustrativ".
Den lange Rejse har inspireret relieffet på mindestenen for Johannes V. Jensen syd for Farsø.
Bagsidens relief af billedhugger Mogens Bøggild viser istidens vandrende dyr.
Asger Jorn and Pierre Wemaëres værk Le Long Voyage deler titel med Jensens bog.